# Рашковський природний комплекс
Рашковський природний комплекс займає 123 га поблизу села Рашків (Молдова).
Територія ця закріплена за сільрадою Кам'янського району. До складу природного комплексу включені західні землі урочища «Дялул Рошу» з рясними карстовими відкладеннями. По суті, карст утворив тут могутню стіну, яку зробили схожою на пористу губку численні карстові порожнечі. Такий стан карсту викликає часті розломи, провали та зсуви усередині стіни. Часто можна почути, як стіну називають Червоним пагорбом.
Свій внесок у видозміни карстової стіни внесли і такі природні фактори, як вітер і дощ. Ними з одного боку стіни утворена скеля, приблизна висота якої дорівнює 50 м. Разом з тим унаслідок постійних впливів дощу і вітру змінилася сама структура вапняку: природні фактори перетворили стіну на цілу низку різних, несхожих одна на одну скель. Деякі з них одержали назви, пов'язані з викликаними ними асоціаціями. Наприклад, деякі скелі явно нагадують подорожнім голови деяких тварин, то слона, то жирафа, деякі — являють собою застиглі копії грибів гігантських розмірів.
Ці зовнішні форми більше цікавлять туристів, які можуть прийти в захват від гарної гри сонця і карстових піщинок. Внутрішні ж форми — вивчають спелеологи. Ось хто дійсно був вражений, коли виявив в Рашковському комплексі карстовий розлом, ширина якого становить всього 5 м, глибина — 50, а довжина — 500 м. На дні цього розлому страшно холодно, сніг тут тримається майже не цілий рік.
Огляд всього Рашковського комплексу потребує чимало сил і часу, але це дійсно будуть виправдані витрати. Одна карстова стіна тільки чого варта, але ж у місцевості є ще одна визначна пам'ятка — джерело «Ізворул Домниця». З джерелом пов'язана красива стародавня легенда про красуню Домницю Руксанду і про її шлюб з Тимушем Хмельницьким: коли чоловік загинув, Руксанда довго оплакувала його в Рашкоській вежі. Так довго, що натекло ціле джерело з її сліз. Вода з цього джерела славиться тим, що завжди дуже холодна. Інший раз можна почути такі назви джерела, як «Панська Криниця» або «Джерело господарині». Це джерело знаходиться біля синагоги, так що минути його практично неможливо. Його водотік утворюється за рахунок розлому Дністра.